# Premio Nacional del Cómic
El Premio Nacional del Cómic es un galardón que el Ministerio de Cultura de España otorga anualmente (en octubre o noviembre) desde 2007, como parte de los Premios Nacionales. Está dotado con una cuantía de 30.000 euros y distingue a la mejor historieta de autor español publicada en el país durante el año anterior a la entrega del galardón, en cualquiera de las lenguas cooficiales. Es el más prestigioso de los premios de historieta que se entregan en España.

## Trayectoria
La iniciativa para la creación de este premio partió del Congreso de los Diputados, mediante la presentación de una proposición no de ley el 13 de marzo de 2006, por la que se instaba al Gobierno a que, a través del Ministerio de Cultura, estableciera un premio dedicado al Cómic, y que fue aprobada por unanimidad el 4 de abril de 2006. El 20 de marzo de 2007, el Ministerio de Cultura aprobó una orden por la que se crea el premio nacional de Cómic de España.
En sus primeros años, la obra galardonada coincidió con la más valorada en el Salón Internacional del Cómic de Barcelona correspondiente.
- 2007: Hechos, dichos, ocurrencias y andanzas de Bardín el Superrealista de Francesc Capdevila, Max (Ediciones La Cúpula).[8]
- 2008: Arrugas de Paco Roca (Astiberri Ediciones).[9] Quedaba entonces claro, como afirmaba el propio Paco Roca sobre su concesión:

Es algo que va más allá de la calidad del cómic. En España tocaba premiar ahora algo así. En Francia podría ganar un premio nacional un cómic de género. En España estamos todavía un poco por detrás, porque nos sentimos obligados a premiar algo que sea para adultos, con un tema social.

- 2009: Las serpientes ciegas de Felipe Hernández Cava y Bartolomé Seguí (BD Banda).[11]
- 2010: El arte de volar de Altarriba y Kim (Edicions De Ponent).[12]

Tal tendencia se interrumpió en su quinta edición, entregándose además a una serie en lugar de una novela gráfica, y en la sexta:
- 2011: Plaza Elíptica de Santiago Valenzuela (Edicions De Ponent)
- 2012: Dublinés de Alfonso Zapico (Astiberri Ediciones).[14]

Siguieron luego:
- 2013: Ardalén de Miguelanxo Prado (Norma Editorial).[15]
- 2014: Amarillo, de la serie Blacksad de Juan Díaz Canales y Juanjo Guarnido.[16]
- 2015: Las Meninas de Santiago García y Javier Olivares (Astiberri).
- 2016: El paraíso perdido de Pablo Auladell.[17]
- 2017: Lamia de Rayco Pulido.[18]
- 2018: Estamos todas bien de Ana Penyas.[19]
- 2019: El día 3 de Cristina Durán Costell, Miguel Ángel Giner Bou y Laura Ballester Beneyto
- 2020: La divina comedia de Oscar Wilde de Javier de Isusi.[20]
- 2021: Primavera para Madrid de Diego Corbalán, 'Magius' (Autsaider cómics).[21]
- 2022: El Pacto de Paco Sordo (Nuevo Nueve).[22]
- 2023: Grito nocturno de Borja González (Reservoir Books).[23]
- 2024: El Cuerpo de Cristo de Bea Lema (Astiberri).[24]

## Valoración
Antes de su aprobación, la excelencia en el ámbito del cómic español se reconocía a través de los premios otorgados en los diferentes salones del cómic y del manga repartidos por la geografía del país, aunque el Ministerio de Cultura ya había entregado su Medalla de Oro al mérito en las Bellas Artes a los historietistas Miguel Quesada (2000), Francisco Ibáñez (2001) y Carlos Giménez (2003).
Con la creación del Premio Nacional del Cómic aumentó el reconocimiento del medio y de sus profesionales en España. Para las obras galardonadas, tiene un efecto multiplicador en sus ventas.
La misma existencia de este premio fue rechazada, sin embargo, por Vicente Molina Foix, galardonado también en la edición de 2007, no sin réplicas en la prensa.